# Poul Erik Korneliusen
Poul Erik Korneliusen (født 4. oktober 1942 i København) er en dansk lærer og politiker. Han var medlem af Folketinget, valgt for Socialdemokratiet i Frederiksborg Amtskreds fra 1984 til 1988.
Poul Erik Korneliusen er søn af specialarbejder Kornelius Korneliusen og syerske Agnes Korneliusen. Han er født i København i 1942 og gik på Stengårdsskolen 1949-1957 og Buddinge Skole 1957-1959. Korneliusen blev student fra Birkerød Statsskole i 1962 og uddannet lærer fra Jonstrup Seminarium i 1969. Herefter var han lærer på Kajerødskolen i Birkerød 1969-1974 og ungdomsskoleinspektør i Ishøj Kommune 1974-1980. Fra 1980 var Korneliusen skoleinspektør på 
Egholmskolen i Vallensbæk.
Korneliusen var næstformand for Lærerstuderendes Landsråd 1967-1969 og næstformand for Landssammenslutningen af Ungdomsskoleinspektører 1979-1980.
Han var kommunalbestyrelsesmedlem i Birkerød Kommune 1978-1979 og medlem af Socialdemokratiets hovedbestyrelse 1978-1986.
I 1982 blev Korneliusen folketingskandidat for Socialdemokratiet i Fredensborgkredsen. Ved folketingsvalget 1984 blev han første stedfortræder for Socialdemokratiet i Frederiksborg Amtskreds. Han indtrådte i Folketinget 7. juni 1984 efter Inge Fischer Møllers død og blev genvalgt ved folketingsvalget 1987 og var medlem af Folketinget til 10. maj 1988.